# John Witt Randall
John Witt Randall (ur. 13 listopada 1813 w Bostonie., zm. 1892) – amerykański przyrodnik, poeta i kolekcjoner sztuki.

## Życiorys
Jego rodzicami byli lekarz John Randall i Elizabeth Wells, wnuczka Samuela Adamsa, jednego z ojców-założycieli Stanów Zjednoczonych. Młody John Witt studiował medycynę podobnie jak ojciec. Interesował się zoologią, w tym w szczególności entomologią. Wydał dwie prace naukowe o chrząszczach występujących w stanach Maine i Massachusetts. Zajmował się też skorupiakami. Jako poeta opublikował tomik Consolations of Solitude (1856). Swoje nazwisko ukrył skromnie w notce o prawach autorskich.
W 1899 Francis Ellingwood Abbot wydał liryki Randalla w tomie Poems of Nature and Life. Wcześniej ukazał się poematy An Early Scene Revisited (1894) i The Fairies' Festival (1895).